# Женская сборная Зимбабве по волейболу
Женская национальная сборная Зимбабве по волейболу (англ. Zimbabwe women's national volleyball team) — представляет Зимбабве на международных волейбольных соревнованиях. Управляющей организацией выступает Волейбольная ассоциация Зимбабве (англ. Zimbabwe volleyball association — ZVA).

## История
Волейбольная ассоциация Зимбабве — член ФИВБ с 1982 года.
В сентябре 1995 года Зимбабве принимала VI Всеафриканские игры и в волейбольном турнире этих соревнований состоялся дебют женской сборной Зимбабве на международной арене. Выступление женской команды хозяев Игр завершилось уже на предварительной стадии. В последующие годы зимбабвийские волейболистки регулярно принимают участие в отборочных турнирах Африканских игр, но квалифицироваться в основной турнир им с 1999 года ни разу не удавалось. В чемпионатах Африки сборная Зимбабве ещё ни разу участия не принимала.
Кроме Всеафриканских (с 2015 — Африканских) игр команда Зимбабве дважды была среди участниц отборочных турниров чемпионатов мира, но оба раза успеха не добивалась. В мае 2009 года (квалификация мирового первенства 2010) в столице Мозамбика Мапуту в одной из групп африканского отбора зимбабвийки с одинаковым счётом 0:3 уступили во всех 4 сыгранных матчах командам Маврикия, ЮАР, Мозамбика и Свазиленда. В июле и октябре 2013 (отборочный турнир чемпионата мира 2014) сборная Зимбабве прошла две стадии трёхступенчатого африканского отборочного турнира, на первой из которых сумев возглавить турнирную таблицу, победив Малави, Замбию и Намибию. Второй же этап, в котором так же как и на первом принимали участие команды Южной Африки, зимбабвийские волейболистки закончили лишь четвёртыми, дважды победив (Замбию и Свазиленд) и трижды проиграв (Мозамбику, Намибии и Ботсване), завершив на этом борьбу за путёвку на первенство мира.

## Результаты выступлений и составы

### Чемпионаты мира
Сборная Зимбабве участвовала только в двух отборочных турнирах чемпионатов мира.
- 2010 — не квалифицировалась
- 2014 — не квалифицировалась
- 2010 (квалификация): Лена Фата, Ньенгетераи Гуйо, Руджеко Кативху, Эстер Мадея, Пренад Макумборенга, Реджойс Мусусу, Медия Мафута, Плаксидс Гандава, Юнис Цвуура, Джульет Цвуура, Глоумор Магаду, Просид Мконто. Тренер — Тонгуна Ньягура.
- 2014 (квалификация): Медия Мафута, Вимбаи Чавасарира, Чидо Майсири, Виола Мучаона, Реджойс Мусусу, Мэри Матшеза, Вуйисва Дломо, Телма Звавамве, Бунда Мундия, Ньенгетераи Гуйо, Юнис Цвуура, Венус Чиянгва, Просид Мконто. Тренер — Вулиндлела Мойо.

### Африканские игры
| - 1978 — не участвовала - 1987 — не участвовала - 1991 — не участвовала - 1995 — 7—8-е место - 1999 — не участвовала - 2003 — не квалифицировалась | - 2007 — не квалифицировалась - 2011 — не квалифицировалась - 2015 — не квалифицировалась - 2019 — не участвовала - 2024 — не участвовала |

- 2015 (квалификация): Юнис Цвуура, Просид Мконто, Медия Мафута, Нозинхле Кхумало, Цунгирираи Тадерера, Мерси Майсири, Тембела Чанза, Чарити Мадлангобе, Номагугу Дубе, Телма Звавамве. Тренер — Вулиндлела Мойо.